# Немецкое военное кладбище Рапендозы

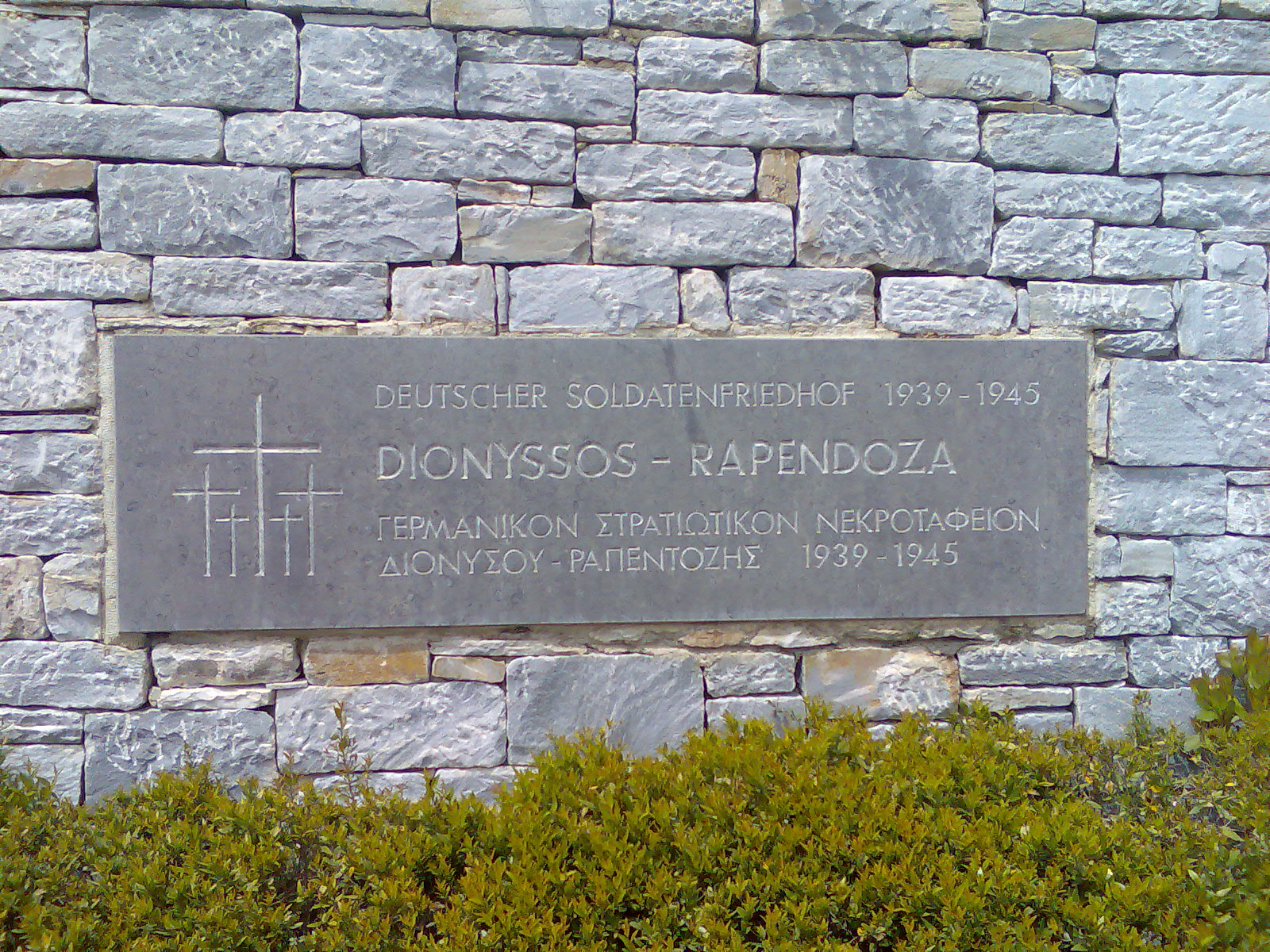

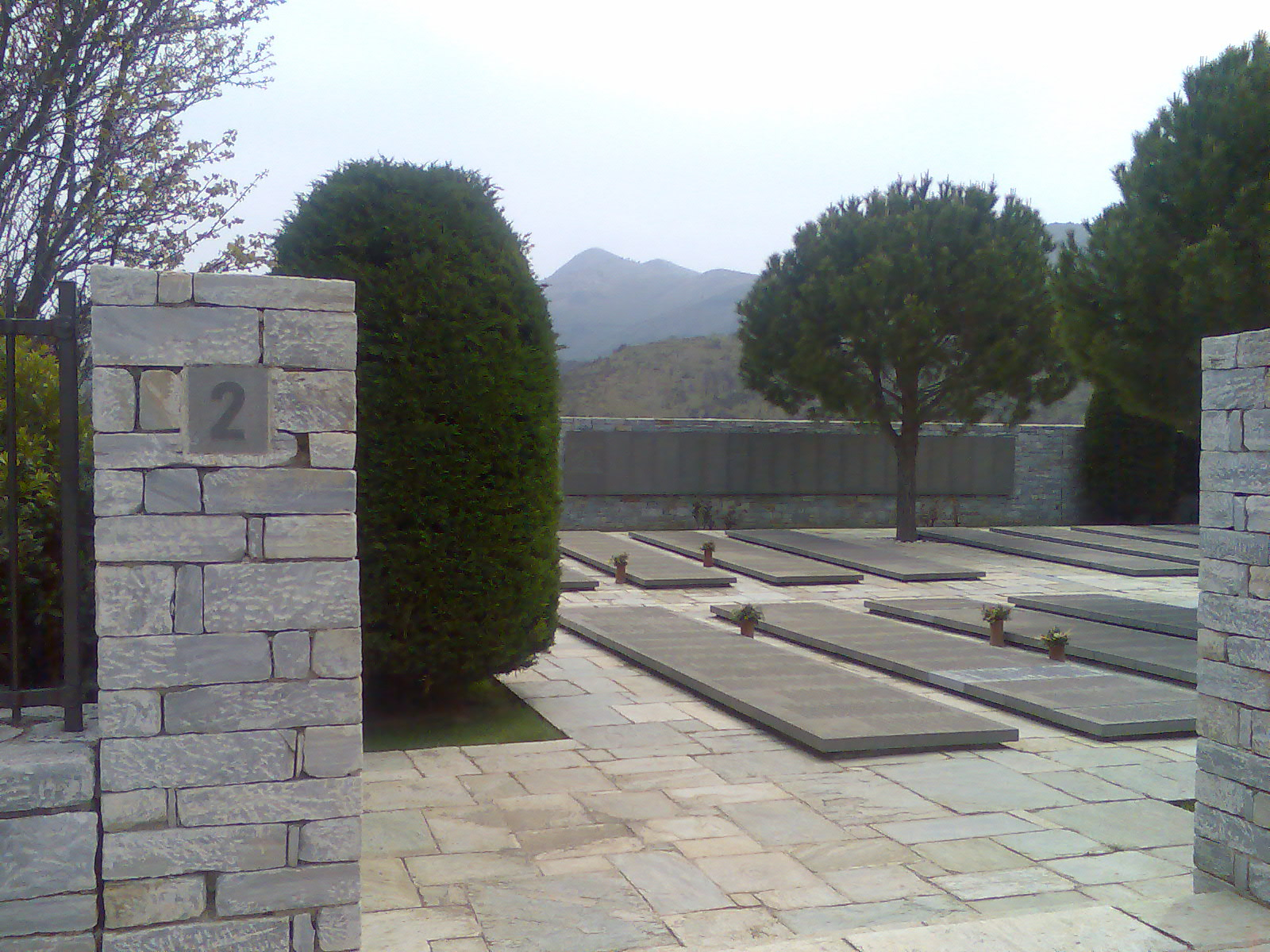

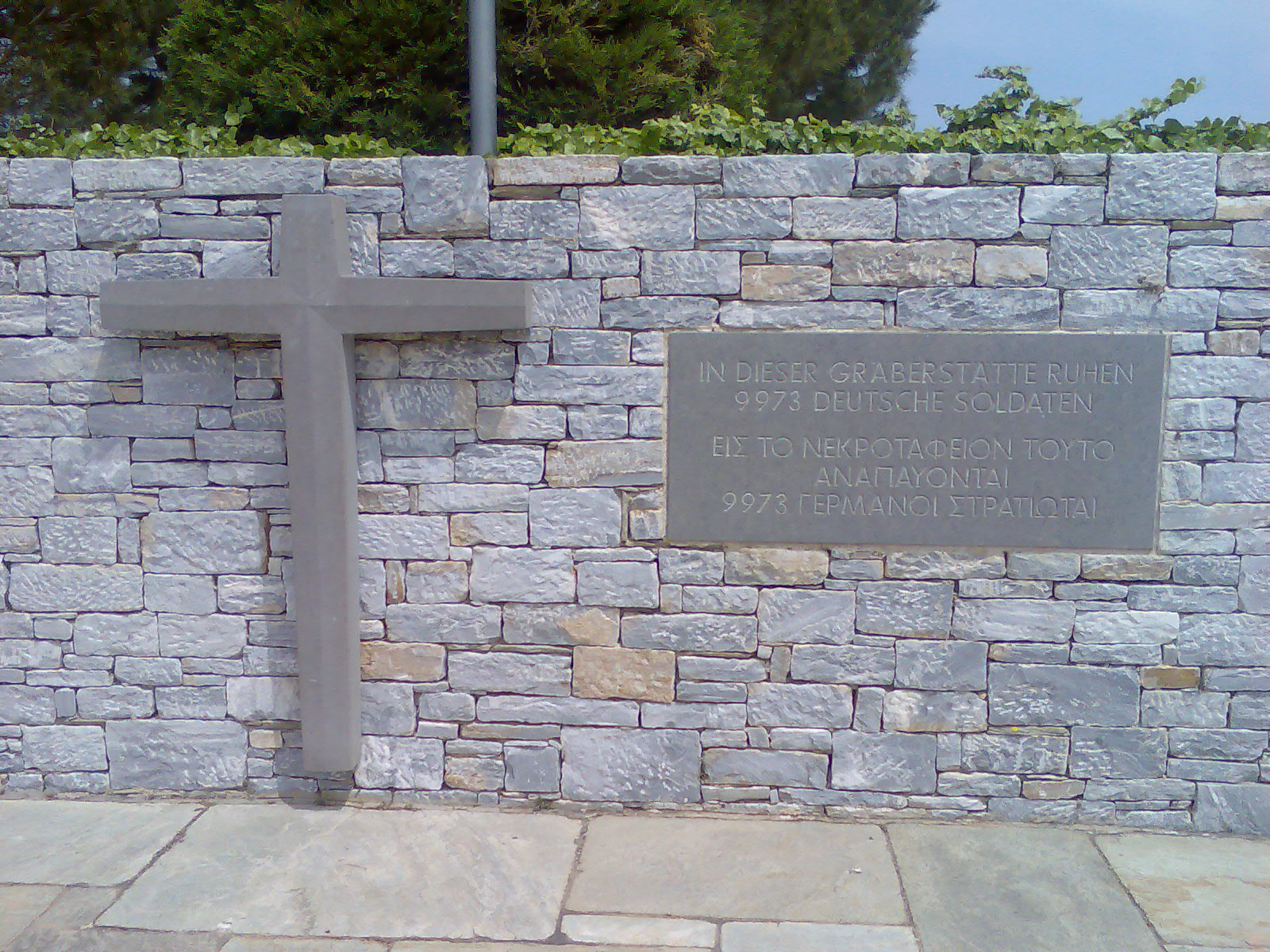

Немецкое военное кладбище Диониса- Рапендозы 1939—1945 (греч.  Γερμανικό στρατιωτικό νεκροταφείο Διονύσου - Ραπεντόζης 1939-1945, нем.  Deutscher Soldatenfriedhof 1939-1945 Dionyssos - Rapendoza ) — одно из двух военных кладбищ на греческой территории, где похоронены исключительно немецкие солдаты, погибшие в Греции в годы Второй мировой войны. (Вторым подобным кладбищем является Немецкое военное кладбище в Малеме на острове Крит.)
Кладбище расположено на когда-то удалённой от населённых пунктов территории, на северном склоне горы Пентеликон, в Дионисе, возле Рапендозы.
Кладбище было создано с разрешения греческого правительства 28 сентября 1975 года.
Останки немецких солдат были собраны из разных областей Греции. На кладбище захоронены останки 9.973 солдат. Кладбище состоит из трёх отдельных участков.
Уход за кладбищем возложен на немецкий Союз по уходу за военными захоронениями.
Пресса отмечает, что прибывшие в начале мая 2014 года в Грецию, на демонстрацию своих греческих единомышленников, неонацисты из южной Германии возложили венки и отдавали честь на кладбище Рапендозы, что является вызовом греческому народу, потерявшему в годы войны 650 тысяч человек (13 % довоенного населения) и непониманием характера кладбища.